# Test Drive III: The Passion
Test Drive III: The Passion (с англ. — «Тест-драйв 3: Страсть») — компьютерная игра в жанре аркадных автогонок, разработанная и изданная компанией Accolade для компьютеров под управлением DOS 1 января 1990 года. Игра является третьей частью серии Test Drive.
В игре, как и в предыдущей части серии, The Duel: Test Drive II, доступны два режима: на время и против компьютерного оппонента. На выбор представлены несколько лицензированных автомобилей от известных мировых производителей. Игрок может самостоятельно выбрать путь на трассе, по которому нужно приехать к финишу. На дорогах следует избегать столкновений с автомобилями трафика, объектами и не попасться полиции.
Игра является первой из серии, которая выполнена в трёхмерной графике, но при этом сохраняет особенности предыдущих двух частей. Игровая пресса неоднозначно встретила Test Drive III: The Passion. Из достоинств были отмечены графика и музыка, но к минусам отнесены звуковые эффекты и управление.

## Игровой процесс
Test Drive III: The Passion представляет собой аркадную гоночную игру, выполненную в трёхмерной графике. Цель игры — приехать к финишу, избегая столкновений с трафиком и не быть задержанным полицией. С дороги можно съезжать и отправляться в свободную поездку. После того, как игрок приезжает к финишу, начинается гонка на следующей трассе. Можно играть как на время, так и против компьютера, а также выбрать уровень искусственного интеллекта.
У игрока есть возможность включить радио, выбрав один из трёх музыкальных треков. Во время гонок может изменится погода — пойти дождь. В таком случае, игроку нужно включить стеклоочистители. Изменяется и время суток: гонки могут проходить в ночное время, и игроку следует включить фары. Если во время езды врезаться в препятствие или животное, то автомобиль потерпит аварию, однако некоторые объекты и животные (например дорожные знаки и куры) не приводят к подобным последствиям. Также на трассах могут встречаться железнодорожные переезды, где проезжают поезда, столкновение с которыми тоже ведёт к аварии, а если заехать в водоём, автомобиль утонет. Всего есть пять жизней, а после завершения каждой гонки даётся дополнительная. В игре есть возможность просмотреть повтор гонки, а также настроить детализацию графики, которая заключается в количестве отображаемых объектов на трассе и их дальности прорисовки.

## Разработка и выход игры
В отличие от предыдущей игры серии, Test Drive III: The Passion разрабатывала компания Accolade, она же выступила издателем; до выхода игры, сотрудники Accolade подали в суд на разработчиков The Duel: Test drive II — студию Distinctive Software, утверждая, что технологии создания предыдущей части принадлежат самой Accolade.
Третья игра серии радикально отличается от первых двух частей тем, что разработчики использовали трёхмерную графику, а не спрайтовую. Также, в отличие от предшественников, Test Drive III: The Passion была выпущена только для компьютеров под управлением операционной системы DOS, в то время как ранее игры серии выходили на другие компьютеры, такие как Amiga, Commodore 64 и другие. Во время разработки, Test Drive III: The Passion подверглась заметным улучшениям и изменениям, в сравнении с предыдущими частями: трассы стали открытыми, и игрок больше не ездит только по заданному пути. Окружение в третьей части стало интерактивным: на дорогах ходят животные, встречаются железнодорожные переезды и так далее. Как и в предыдущих частях серии, в Test Drive III: The Passion используются лицензии на реально существующие автомобили, о каждом из которых можно просмотреть информацию, такую как максимальную скорость, мощность, тип коробки передач и другую. К выходу игры разработчики выпускали рекламную продукцию в качестве маркетинга.
Выход Test Drive III: The Passion состоялся в Новый год, 1 января 1990. На момент своего выхода аркада являлась одним из первых игровых проектов, выполненных в трёхмерной графике. Изначально в игре были доступны три автомобиля (Lamborghini Diablo, Pininfarina Mythos и Chevrolet CERV III) и одна серия трасс («Pacific — Yosemite»). Разработчики в июне того же года выпустили для Test Drive III: The Passion дополнение под названием Road and Car, в котором прилагалась новая серия трасс «Cape Cod — Niagara» и два автомобиля — Acura NSX и Dodge Stealth R/T Turbo.

## Оценки и мнения
| Сводный рейтинг    | Сводный рейтинг |
| Агрегатор          | Оценка          |
| ------------------ | --------------- |
| MobyRank           | 63/100          |
| Иноязычные издания |                 |
| Издание            | Оценка          |
| ASM                | 4,8/10          |
| AllGame            | [ 8 ]           |
| Power Play         | 57/100          |
| Compute!           | 88/100          |
| PC-Spiele ’92      | 4/10            |
| Top Secret         | 8/10            |

Test Drive III: The Passion получила смешанные отзывы критиков. На сайте MobyGames средняя оценка составляет 63 балла из 100. Критики относили к достоинствам высокое качество графики и трассы, однако из-за технических недостатков и однообразного прохождения понижали оценки.
Обозреватель польского журнала Top Secret поставил игре 8 баллов из 10, похвалив великолепную графику и реалистичное окружение. Обозреватель журнала Computer Gaming World заявил: «Test Drive III, хоть и не столь увлекательный, был „неплохо сделанной наработкой“». Рецензент похвалил дополнение «Road and Car» за новую трассу, и отметил, что оно обеспечивает «всё же больше» преимуществ перед оригинальной игрой. В журнале Compute! также оценили Test Drive III: The Passion положительно (88 баллов из 100), отметив реализм, отличную графику и звук. На сайте AllGame разделили мнение коллег и поставили игре оценку в четыре звезды из пяти возможных.
Некоторые критики оценили игру более сдержанно. Рецензент из сайта Power Play заявил, что поначалу игрока привлекает красивая графика и трассы, однако критике подверглись высокие системные требования, а также то, что аркада быстро надоедает, когда игрок уже выучил все маршруты, оценив в 57 баллов из 100. Критик из немецкого журнала ASM оценил Test Drive III: The Passion в 4,8 баллов из 10, тоже положительно оценил графику и музыку, но к недостаткам отнёс трассы, «ужасные» звуковые эффекты и неудобное управление. Схожее мнение оставили в журнале PC-Spiele ’92, поставив низкую оценку в 4 балла из 10. Рецензент высказал мнение, что несмотря на хорошие и сложные трассы, из-за многочисленных технических недоработок и однообразного прохождения игрок останется разочарованным.